# Nerax cazieri
Nerax cazieri là một loài ruồi trong họ Asilidae. Nerax cazieri được Curran miêu tả năm 1953. Loài này phân bố ở vùng Tân nhiệt đới.